# 莫里斯峰 (瑪麗伯德地)
莫里斯峰（英語：Morriss Peak）是南極洲的山峰，位於瑪麗伯德地，處於威納峰西南端，屬於福特山脈的一部分，海拔高度950米，由美國研究隊繪入地圖，現時由南極條約體系管理。